# Осиагэ (станция)

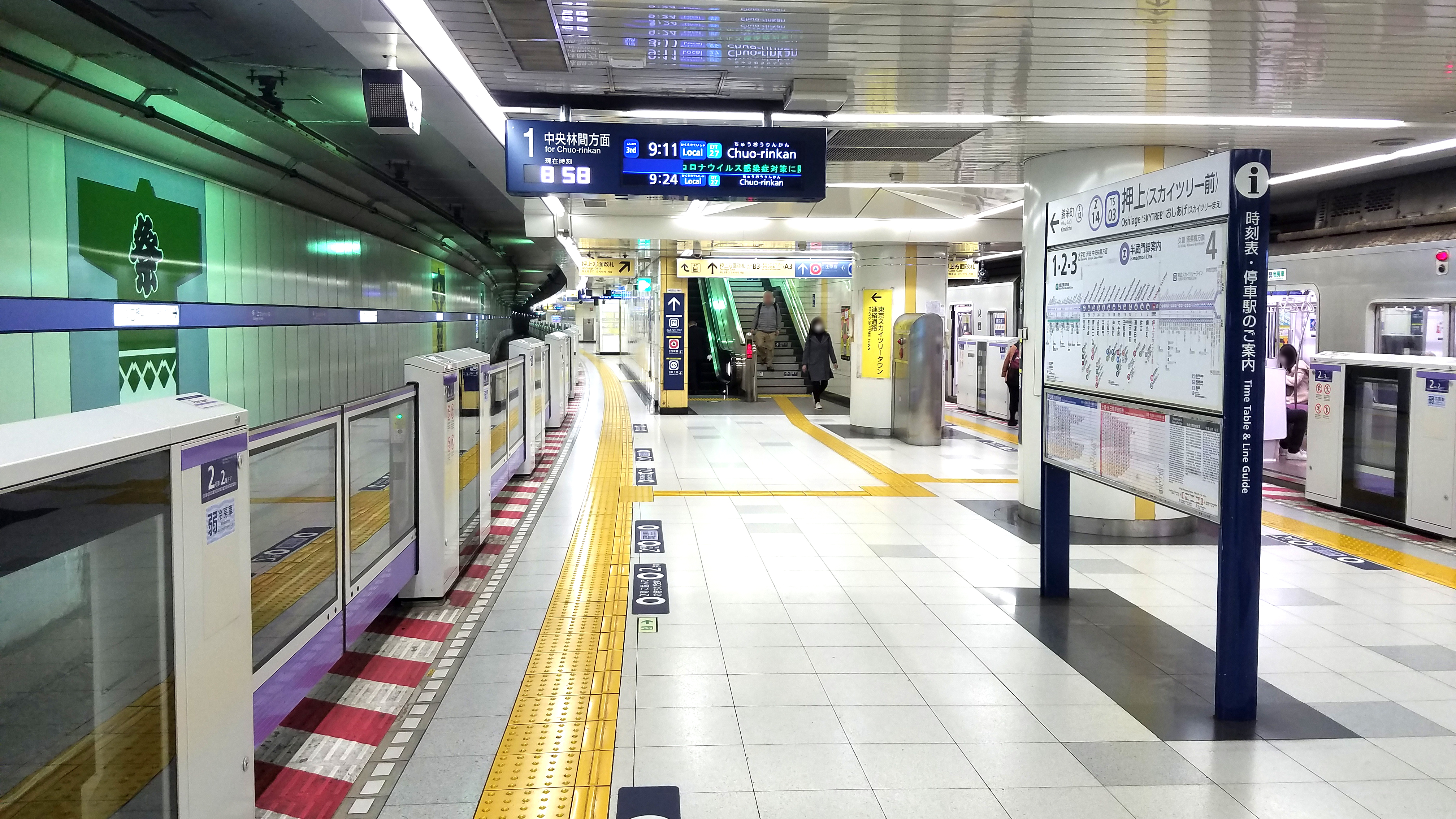
Платформа №1 и №2 линии Хандзомон

Станция Осиагэ (яп. 押上駅 осиагэ эки) — крупная железнодорожная станция на линиях Осиагэ, Асакуса, Хандзомон и Исэсаки, расположенная в специальном районе Сумида в Токио. Станция обозначена номером A-20 на линии Асакуса и Z-14 на линии Хандзомон. В непосредственной близости от станции расположена телебашня Небесное дерево Токио. На станции установлены автоматические платформенные ворота.

## История
Станция была открыта 3 ноября 1912 года на линии Кэйсэй. 1 декабря 1960 года платформы были перемещены на подземный уровень, для обеспечения возможности сквозного сообщения линией Асакуса, которое началось спустя три дня. Платформы станции Tokyo Metro/Tōbu были открыты 19 марта 2003 года.

## Линии
- Keisei Electric Railway
  - Линия Осиагэ
- Tobu Railway
  - Линия Исэсаки
- Tokyo Metropolitan Bureau of Transportation
  - Линия Асакуса
- Tokyo Metro
  - Линия Хандзомон

## Планировка станции

### Секция Keisei/Toei
2 платформы островного типа и 4 пути.
| 1,2 | ○ Линия Асакуса | Нихонбаси, Симбаси, Ниси-Магомэ, Синагава, Аэропорт Ханэда, Иокогама(Линия Кэйкю)                      |
| 3,4 | ■ Линия Осиагэ  | Аото, Кэйсэй-Такасаго, Кэйсэй-Фунабаси, Кэйсэй-Нарита, Аэропорт Нарита, Имба-Нихон-Идай (Линия Хокусо) |

### Секция Tokyo Metro/Tōbu
2 платформы островного типа и 4 пути.
| 1 | ○ Линия Хандзомон | Отэмати, Сибуя, Тюо-Ринкан |
| 2 | ○ Линия Хандзомон | Отэмати, Сибуя, Тюо-Ринкан |

| 3 | ○ Линия Хандзомон | Отэмати, Сибуя, Тюо-Ринкан                   |
| 4 | ■ Линия Исэсаки   | Кита-Сэндзю, Касукабэ, Куки, Минами-Курихаси |

## Близлежащие станции
| «                                     |                                       | Линия |                                     | »                                   |
| Кэйсэй                                | Кэйсэй                                | Кэйсэй | Кэйсэй                              | Кэйсэй                              |
| Линия Осиагэ                          | Линия Осиагэ                          | Линия Осиагэ | Линия Осиагэ                        | Линия Осиагэ                        |
| ------------------------------------- | ------------------------------------- | --- | ----------------------------------- | ----------------------------------- |
| Сквозное сообщение с линией Асакуса   | Сквозное сообщение с линией Асакуса   | Local | Кэйсэй-Хикифунэ                     | Кэйсэй-Хикифунэ                     |
| Сквозное сообщение с линией Асакуса   | Сквозное сообщение с линией Асакуса   | Rapid Rapid (Airport Limited Express) Commuter Limited Express Limited Express Access Express Access Express (Airport Limited Express) Rapid Limited Express | Аото                                | Аото                                |
| Toei                                  |                                       | |                                     |                                     |
| Линия Асакуса                         |                                       | |                                     |                                     |
| Хондзё-Адзумабаси                     | Хондзё-Адзумабаси                     | Local Express Rapid Commuter Limited Express Limited Express Access Express Rapid Limited Express                                                            | Сквозное сообщение с линией Осиагэ  | Сквозное сообщение с линией Осиагэ  |
| Асакуса                               | Асакуса                               | Airport Limited Express | Сквозное сообщение с линией Осиагэ  | Сквозное сообщение с линией Осиагэ  |
| Tokyo Metro                           |                                       | |                                     |                                     |
| Линия Хандзомон                       |                                       | |                                     |                                     |
| Кинситё                               | Кинситё                               | Local Semi-Express Express | Сквозное сообщение с линией Исэсаки | Сквозное сообщение с линией Исэсаки |
| Тобу                                  |                                       | |                                     |                                     |
| Линия Исэсаки                         |                                       | |                                     |                                     |
| Сквозное сообщение с линией Хандзомон | Сквозное сообщение с линией Хандзомон | Semi-Express Express | Хикифунэ                            | Хикифунэ                            |